# Brandon Miller
Brandon Miller (* 30. Januar 2002 in St. Louis, Missouri) ist ein US-amerikanischer Mittelstreckenläufer, der sich auf den 800-Meter-Lauf spezialisiert hat.

## Sportliche Laufbahn
Brandon Miller besucht seit 2020 die Texas A&M University und wurde 2022 NCAA-College-Hallenmeister über 800 Meter. Im selben Jahr startete er bei den Weltmeisterschaften in Eugene und schied dort mit 1:47,29 min in der ersten Runde aus. 2024 nahm er an den Olympischen Sommerspielen in Paris teil und schied dort mit 1:45,79 min im Halbfinale aus. Im Jahr darauf klassierte er sich bei den Hallenweltmeisterschaften in Nanjing mit 1:46,44 min auf dem fünften Platz.

## Persönlichkeiten
- 800 Meter: 1:43,73 min, 28. Juni 2024 in Eugene
  - 600 Meter (Halle): 1:14,03 min, 9. Februar 2024 in Albuquerque
  - 800 Meter (Halle): 1:44,26 min, 23. Februar 2025 in New York City